# Giovanni Varda
Giovanni Varda (Chiomonte, 8 luglio 1884 – 23 ottobre 1965) è stato un militare italiano.

## Biografia
Sottotenente dal 1906, partecipò alla guerra di Libia ed alla prima guerra mondiale; in quest'ultima rimase ferito mentre era al comando di una compagnia del 3º Reggimento Alpini. Fu successivamente comandante del Battaglione Borgo San Dalmazzo e comandante del 6º Reggimento alpini.
Durante la guerra d'Etiopia, fu comandante dell'11º Reggimento alpini. Nominato generale di divisione, comandò le truppe dello Scioa e poi la divisione di fanteria d'Africa. Prese parte alla difesa di Dessiè. Fu poi nominato generale di Corpo d'Armata. Varda è stato Cavaliere dell'Ordine militare d'Italia ed è stato decorato con cinque medaglie al valor militare, di cui due d'argento.